# Donnerjack
Donnerjack – powieść science fiction autorstwa Rogera Zelazny’ego i Jane Lindskold, wydana pierwotnie w sierpniu 1997 roku przez wydawnictwo Avon (ISBN 0-380-97326-X). W Polsce książka została wydana nakładem wydawnictwa Rebis w 1999 roku, w tłumaczeniu Norberta Radomskiego (ISBN 83-7120-806-5).
Jest to jedna z ostatnich prac Zelazny’ego, dokończona po jego śmierci przez Jane Lindskold. Powieść nie jest powiązana z Widmowym Jackiem.

## Fabuła
Istnieją dwa światy, Verite i Virti. Pierwszy jest naszym, drugi zaś odpowiednikiem wirtualnej rzeczywistości, która zawiera wiele elementów z mitów i legend.
Władca Entropii przyzywa Ayradyss, ukochaną Donnerjacka – inżyniera, oraz znawcę Virtu, w którym jest żywą legendą. Śmierć zgadza się mu ją odzyskać za ceną pałacu, oraz ich pierwszego dziecka które się narodzi.